# Restaurant les Quadres
El Restaurant les Quadres és una obra del municipi del Far d'Empordà (Alt Empordà) inclosa en l'Inventari del Patrimoni Arquitectònic de Catalunya.

## Descripció
Està situat dins del nucli urbà de la població del Far d'Empordà, formant cantonada entre el carrer de Baix i el de la Font.
Es tracta d'un edifici aïllat de planta rectangular format per diversos cossos adossats, distribuït en planta baixa, pis i golfes, i envoltat de jardí. Presenta les cobertes de teula d'un i dos vessants, amb un tancat davanter a la façana principal. En general, les obertures de l'edifici són rectangulars i estan bastides amb carreus de pedra ben escairats i les llindes planes. A la façana de tramuntana, una de les finestres presenta la data “MDCCC” gravada a la llinda. També hi ha diverses obertures bastides en maons, com per exemple el portal d'accés a l'interior, de mig punt, tot i que conserva els brancals bastits en pedra. A l'interior, les estances estan cobertes amb voltes rebaixades amb llunetes bastides en maons disposats a sardinell o bé a pla, recolzades als murs de pedra interiors. Es comuniquen mitjançant obertures de mig punt bastides en maons, algunes restituïdes. Destaca el forn de coure pa, bastit també en maons.
La construcció està bastida amb pedres petites sense escairar lligades amb morter de calç. Hi ha diverses parts del parament bastides en maons, així com les diferents refeccions efectuades per adaptar l'edifici al seu nou ús com a restaurant.